# Aphalara grandicula
Aphalara grandicula är en insektsart som först beskrevs av Gegechkori 1981.  Aphalara grandicula ingår i släktet Aphalara och familjen rundbladloppor. Inga underarter finns listade i Catalogue of Life.